# گراف‌ایر
گراف‌ایر (به انگلیسی: Grafair) یک شرکت هواپیمایی است که در تاریخ ۱۹۶۹ میلادی تأسیس شده است. دفتر مرکزی گراف‌ایر در استکهلم، سوئد واقع شده‌است و قطب این شرکت هواپیمایی در فرودگاه استکهلم-بروما قرار دارد.